# Turniej o Srebrną Ostrogę Ilustrowanego Kuriera Polskiego 1959
I turniej Srebrnej Ostrogi IKP – pierwsza odsłona zawodów żużlowych, w których zawodnicy ścigali się o nagrodę przechodnią zwaną "Srebrną Ostrogą". Turniej odbył się 8 listopada 1959. Zwyciężył Henryk Żyto.

## Wyniki
źródło
- 8 listopada 1959, Stadion LPŻ Toruń

| Msc. | Zawodnik          | Klub                 | Pkt |         |  |
| ---- | ----------------- | -------------------- | --- | ------- |  |
| 1    | Henryk Żyto       | Unia Leszno          | 12  | 3,3,3,3 |  |
| 2    | Stanisław Bauta   | Unia Leszno          | 11  | 3,2,3,3 |  |
| 3    | Marian Rose       | LPŻ Toruń            | 10  | 2,2,3,3 |  |
| 4    | Janusz Suchecki   | Legia Warszawa       | 9   | 2,1,3,3 |  |
| 5    | Jan Krakowiak     | Tramwajarz Łódź      | 7   | 2,2,1,2 |  |
| 6    | Wiktor Brzozowski | Skra Warszawa        | 6   | 1,1,3,1 |  |
| 7    | Kazimierz Bentke  | Ostrovia Ostrów Wlkp | 5   | 3,u,2,d |  |
| 8    | Witold Kamiński   | LPŻ Toruń            | 4   | 2,0,0,2 |  |
| 9    | Bogdan Kowalski   | LPŻ Toruń            | 4   | 0,0,2,2 |  |
| 10   | Bogdan Sargun     | LPŻ Toruń            | 4   | 1,0,1,2 |  |
| 11   | Stanisław Ptak    | LPŻ Toruń            | 4   | 1,1,1,1 |  |
| 12   | Roman Cheładze    | LPŻ Toruń            | 2   | 1,0,1,0 |  |
| 13   | Jan Strzelecki    | Tramwajarz Łódź      | 0   | 0,0,0,0 |  |